# Illis quorum
Illis quorum (Illis quorum meruere labores) (en français : « Pour ceux dont les travaux l'ont mérité ») est une médaille en or décernée pour des contributions exceptionnelles à la culture, à la science ou à la société suédoise.
Le prix est créé en 1784 par le roi suédois Gustave III et décerné pour la première fois en 1785. Jusqu"en 1975, la médaille est décernée par le roi. Depuis, la médaille Illis quorum est attribuée par le gouvernement suédois. Il s'agit de la plus haute distinction pouvant être conférée à un citoyen suédois par le gouvernement. Elle est décernée en moyenne à sept personnes par an.

## Récipiendaires (sélection)
Liste complète (1975-2005).
- 1848 – Rafael Ginard i Sabater
- 1873 – Sophia Wilkens
- 1883 – Lea Ahlborn
- 1890 – Karin Åhlin
- 1895 – Sophie Adlersparre, Emmy Rappe
- 1896 – Hilda Caselli
- 1899 – Ellen Bergman
- 1904 – Anna Sandström
- 1907 – Gertrud Adelborg, Anna Hierta-Retzius
- 1910 – Agda Montelius
- 1913 – Anna Rönström
- 1918 – Kerstin Hesselgren, Emilie Rathou
- 1920 – Elsa Brändström
- 1921 – Frigga Carlberg
- 1923 – Matilda Widegren
- 1924 – Magna Sunnerdahl
- 1925 – Ann-Margret Holmgren
- 1927 – Selma Lagerlöf, Aurore Grandien, Jacob Hägg
- 1932 – Valfrid Palmgren
- 1934 – Ida von Plomgren
- 1936 – Hanna Rydh
- 1942 – Eva Ramstedt
- 1945 – Anna Johansson-Visborg, Olivia Nordgren
- 1946 – Naima Sahlbom
- 1952 – Raoul Wallenberg
- 1978 – Astrid Lindgren
- 1981 – Birgit Nilsson
- 1983 - Bengt Idestam-Almquist
- 1985 – Astrid Lindgren, Sune Bergström
- 1993 – Lars Lönndahl
- 1994 – Putte Wickman
- 1998 – Thage G. Peterson
- 1999 – Arne Isacsson
- 2002 – Per Anger, Dina Schneidermann
- 2003 – Birgitta Dahl
- 2005 – Lennart Johansson, Janne Schaffer
- 2006 – Peter Dahl
- 2010 – Hans Rosling
- 2012 – Gunilla Bergström
- 2014 – Martin Widmark[1]
- 2023 – Lena Anderson, Christofer Murray, Carola Häggkvist[2]